# Balkanski pakt (1953.)
Balkanski pakt je bio vojno-politički savez kojega su 1953. godine sačinile Turska, Grčka i Jugoslavija, s bitnim razlogom uzajamne obrane od mogućeg napada SSSR-a. Kada se komunistička Jugoslavija 1956. godine pomirila sa Sovjetskim Savezom, ugovor je izgubio bitni značaj: jugoslavenske vojne snage su narednih desetljeća nabavljale oružje od Sovjetskog Saveza i njegovih saveznika i imali vrlo dobre odnose sa svima njima.
Ugovor između Turske, Grčke i Jugoslavije bio je potpisan 28. veljače 1953. godine u Ankari.
U čl. II. ugovora, "Strane ugovornice saglasile su se da će svaku oružanu agresiju protiv jedne ili više od njih na bilo kojem dijelu njihovog teritorija smatrati za agresiju protiv svih snaga ugovornica, koje će, prema tome u vršenju prava legitimne, individualne i kolektivne samoobrane, priznate članom 51 Povelje Ujedinjenih nacija, pružiti pomoć, individualno i kolektivno, napadnutoj Strani ili Stranama, poduzimajući po zajedničkom dogovoru, odmah sve mjere, podrazumijevajući tu i upotrebu vojne sile, koju budu smatrale potrebnim za efikasnu odranu. Strane ugovornice, uz rezervu prema čl. VII. ovog ugovora, obavezuju se da neće zaključiti mir niti bilo kakav drugi aranžman s agresorom, osim prema prethodnom međusobnom sporazumu."
Godinu i pol nakon sklapanja obrambenog sporazuma, iste ugovorne strane sklopile su Ugovor o savezu, političkoj suradnji i uzajamnoj pomoći (Bled, 9. kolovoz 1954.).
Sjedinjene Američke Države su podržale vojni savez dviju članica NATO pakta s komunističkom Jugoslavijom, premda uz snažno protivljenje Italije, koja je s Jugoslavijom bila u lošim odnosima u vrijeme nerazriješene Tršćanske krize (1945. – 1954.). Turska i Grčka su imale sasvim drugačije interese od talijanskih te su se snažno zauzele da do saveza s Jugoslavijom ipak dođe.
Jugoslavenski politički vrh – kojemu su SAD i Velika Britanija dale na znanje da će im pružiti stanovitu vojnu i gospodarsku pomoć potrebnu za opstanak u kontekstu izolacije Jugoslavije od drugih komunističkih država, ali da Jugoslaviju neće vojno braniti u slučaju da ju SSSR napadne – uspio je ovim paktom osigurati vojnu potporu dviju članica NATO pakta, i time posredno čitavog tog vojnog saveza, čije su članice ugovorile da se vojni napad na bilo koju od njih – pa tako i na Grčku ili Tursku – ima tretirati kao napad na sve njih.
Ubrzo nakon sklapanja Pakta, u ožujku 1953. godine je umro Staljin, te je Jugoslavija odmah bila pokazala da je spremna pomiriti se sa Sovjetskim savezom.
Balkanski Pakt nije nikad bio raskinut, ali je izgubio na važnosti nakon što se Jugoslavija pomirila sa Sovjetskim Savezom 1956. godine: vojna suradnja Grčke i Turske s Jugoslavijom je zamrla.

## Vanjske poveznice
- Ugovor o prijateljstvu i saradnji (Ankara, 28. veljače 1953.) (engleski)
- Ugovor o savezu, političkoj saradnji i uzajamnoj pomoći (Bled, 9. kolovoz 1954.) između Federativne Narodne Republike Jugoslavije, Kraljevine Grčke i Republike Turske (engleski)